# Michaela Fukačová

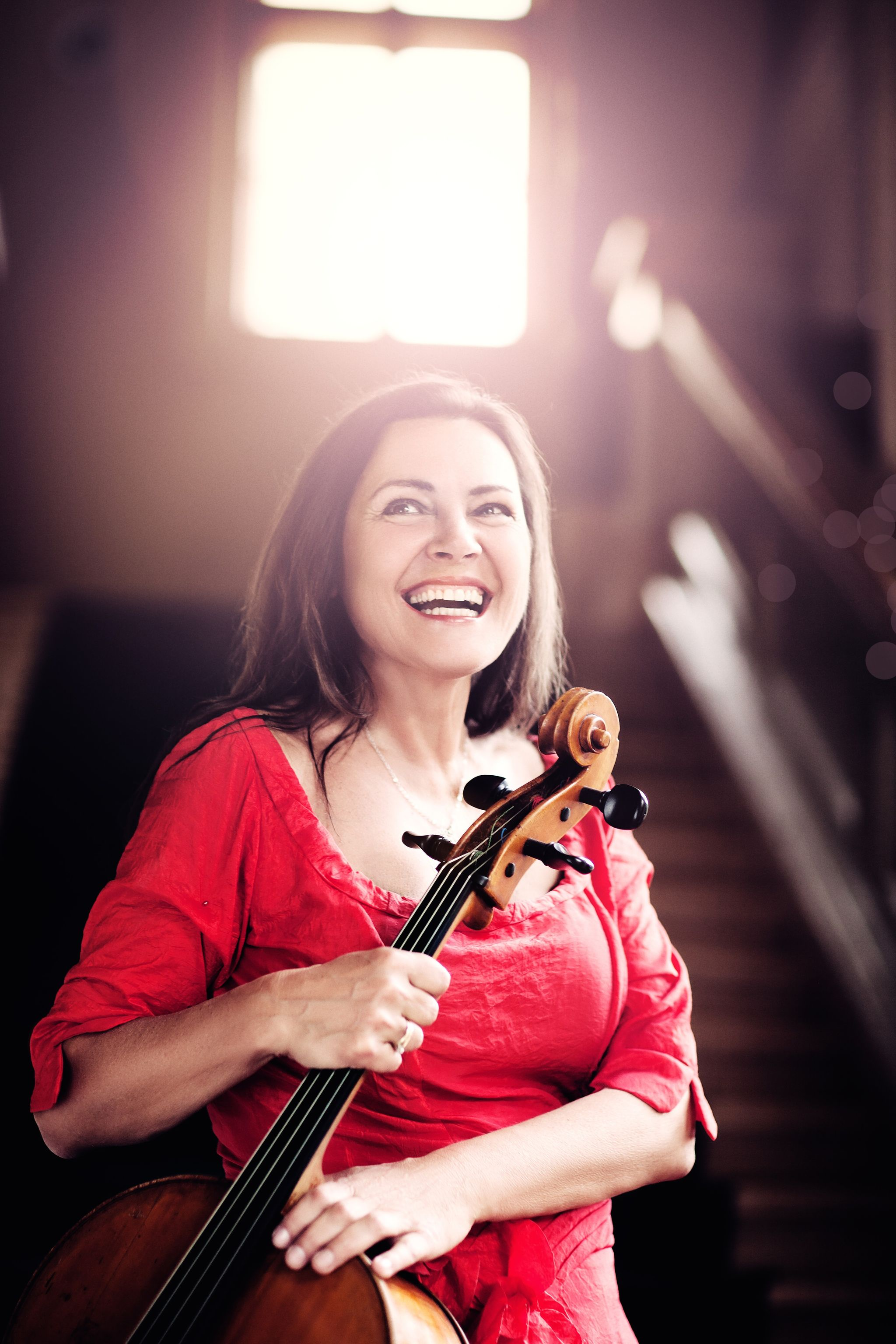
Michaela Fukačová (2023)

Michaela Fukačová (* 27. März 1959 in Brno) ist eine tschechische Violoncellistin. Sie spielt ein italienisches Instrument von Carlo Tononi.

## Ausbildung
Nach einem Klavierstudium wechselte sie zum Violoncellospiel und nahm an Wettbewerben teil. Sie ist Laureatin des Preises Prager Frühlings (1984), des Internationalen Tschaikowski-Wettbewerbs in Moskau, des internationalen Wettbewerbs in Scheveningen, Trägerin des L.-Rose-Preises des Walter-Naumburg-Cellowettbewerbs in New York, sowie tschechoslowakischer Preise und Anerkennungen für die Darbietung der Werke Antonín Dvořáks oder zeitgenössischer Komponisten.
Die Absolventin der Janáček-Akademie für Musik und Darstellende Kunst Brünn (JAMU) der Prager AMU, der Solistenklasse des Königlichen Konservatoriums in Kopenhagen, besuchte Kurse in London bei Williem Pleeth und bei weiteren Violoncellisten.

## Musikalische Karriere
Als Solistin arbeitete sie zusammen mit tschechischen, slowakischen und skandinavischen Orchestern, aber auch z. B. mit den Berliner Symphonikern, dem Hamburger Mozart-Orchester, dem Orquestra Sinfónica de Radiotelevision Española, dem Orchestre Philharmonique du Luxembourg und mit den Dirigenten Gerd Albrecht, und Jiří Bělohlávek.
Außer dem Repertoire grundlegender Werke der Celloliteratur widmet sie sich den Werken alter Meister (so z. B. der ersten Wiederaufführung des Cellokonzerts C-Dur von Pavel Vranický nach zwei Jahrhunderten) oder auch Neuschöpfungen. Für den New Yorker Verlag Bridge Records spielte sie das Violoncellokonzert „Anima“ von Poul Ruders ein, das vom Werk C. G. Jungs inspiriert ist, für den Verlag Dacapo das Cellokonzert Hermann David Koppels; 2009 brachte sie ein Konzert von Anders Koppel und 2012 das Konzert von Jesper Koch mit der Bezeichnung „Dreamscapes“ zur Uraufführung. Ihre Aufnahme des Violoncellokonzerts „Six realms“ des amerikanischen Komponisten Peter Lieberson errang in den USA 2006 den „Gramophon award“, und ein Jahr später erreichte sie ebenfalls in den USA eine Nominierung unter die fünf erfolgreichsten Aufnahmen beim „Besten klassischen Album des Jahres“. Auf tschechischem Boden errang sie den Preis für die beste solistische Leistung mit der Aufnahme von Myslivečeks Konzert C-Dur anlässlich des ersten Jahrganges „Grammy classic“ in Prag 1996.
Michaela Fukačová erhielt unter anderem den Preis der dänischen Kritik und die Ehrenmitgliedschaft der ältesten dänischen Akademie in Sorø.